# Aaron Hughes
Aaron William Hughes (nascut el 8 de novembre de 1979) és un futbolista professional nord-irlandès que juga com a defensa i és internacional amb la selecció d'Irlanda del Nord. Hughes juga principalment de central, tot i que pot jugar també com a lateral esquerre o dret, així com en qualsevol posició del mig del camp. És conegut com un defensa molt disciplinat, i ha jugat més de 455 partits a la Premier League sense haver estat mai expulsat, ratxa que és la segona més llarga en la història de la lliga, només després de la de Ryan Giggs.
Va començar la seva carrera amb el Newcastle United, i hi va debutar el 1997. Va arribar a jugar 279 games pel club entre totes les competicions. Es va mantenir al club fins al 2005, quan fou traspassat a l'Aston Villa per 1 milió de lliures. Dos anys més tard fou contractat per l'equip del seu exentrenador internacional Lawrie Sanchez per jugar pel Fulham FC. Va passar sis temporades i mitja al Fulham, on va arribar a la final de la Lliga Europa de la UEFA el 2010. Després de deixar el club el gener de 2014, va passar breus períodes a la Championship amb el Queens Park Rangers, el Brighton & Hove Albion, i el Melbourne City FC de l'A-League australiana.
Hughes va debutar amb la selecció absoluta a 18 anys, el 1998 i des de llavors ha disputat més de 100 partits amb Irlanda del Nord, el segon jugador amb més partits amb la selecció, rere el porter Pat Jennings. Va fer de capità entre el 2003 fins a la seva retirada internacional el 2011, però va retornar a l'equip l'any següent, i fou inclòs a la selecció que va disputar l'Eurocopa 2016.

## Estadístiques

### Club
| Club                         | Club                         | Club                         | Lliga   | Lliga | Copa    | Copa   | Copa de la Lliga | Copa de la Lliga | Continental | Continental | Total   | Total |
| Temporada                    | Club                         | Lliga                        | Partits | Gols  | Partits | Gols   | Partits          | Gols             | Partits     | Gols        | Partits | Gols  |
| Anglaterra                   | Anglaterra                   | Anglaterra                   | Lliga   | Lliga | FA Cup  | FA Cup | Copa de la Lliga | Copa de la Lliga | Europa      | Europa      | Total   | Total |
| ---------------------------- | ---------------------------- | ---------------------------- | ------- | ----- | ------- | ------ | ---------------- | ---------------- | ----------- | ----------- | ------- | ----- |
| 1996–97                      | Newcastle United FC          | Premier League               | 0       | 0     | 0       | 0      | 0                | 0                | 0           | 0           | 0       | 0     |
| 1997–98                      | Newcastle United FC          | Premier League               | 4       | 0     | 1       | 0      | 1                | 0                | 2           | 0           | 8       | 0     |
| 1998–99                      | Newcastle United FC          | Premier League               | 14      | 0     | 2       | 0      | 1                | 0                | 0           | 0           | 17      | 0     |
| 1999–00                      | Newcastle United FC          | Premier League               | 27      | 2     | 4       | 0      | 0                | 0                | 3           | 0           | 34      | 2     |
| 2000–01                      | Newcastle United FC          | Premier League               | 35      | 0     | 2       | 0      | 3                | 0                | 0           | 0           | 40      | 0     |
| 2001–02                      | Newcastle United FC          | Premier League               | 34      | 0     | 5       | 1      | 3                | 0                | 6           | 2           | 48      | 3     |
| 2002–03                      | Newcastle United FC          | Premier League               | 35      | 1     | 1       | 0      | 0                | 0                | 12          | 0           | 48      | 1     |
| 2003–04                      | Newcastle United FC          | Premier League               | 34      | 0     | 2       | 0      | 0                | 0                | 11          | 0           | 47      | 0     |
| 2004–05                      | Newcastle United FC          | Premier League               | 22      | 1     | 2       | 0      | 2                | 0                | 10          | 0           | 36      | 1     |
| Newcastle United Total       | Newcastle United Total       | Newcastle United Total       | 205     | 4     | 19      | 1      | 10               | 0                | 44          | 2           | 278     | 7     |
| 2005–06                      | Aston Villa FC               | Premier League               | 35      | 0     | 4       | 0      | 2                | 0                | 0           | 0           | 41      | 0     |
| 2006–07                      | Aston Villa FC               | Premier League               | 19      | 0     | 1       | 0      | 3                | 0                | 0           | 0           | 23      | 0     |
| Aston Villa Total            | Aston Villa Total            | Aston Villa Total            | 54      | 0     | 5       | 0      | 5                | 0                | 0           | 0           | 64      | 0     |
| 2007–08                      | Fulham FC                    | Premier League               | 30      | 0     | 1       | 0      | 1                | 0                | 0           | 0           | 32      | 0     |
| 2008–09                      | Fulham FC                    | Premier League               | 38      | 0     | 5       | 0      | 1                | 0                | 0           | 0           | 44      | 0     |
| 2009–10                      | Fulham FC                    | Premier League               | 34      | 0     | 5       | 0      | 0                | 0                | 17          | 0           | 56      | 0     |
| 2010–11                      | Fulham FC                    | Premier League               | 38      | 1     | 3       | 0      | 2                | 0                | 0           | 0           | 43      | 1     |
| 2011–12                      | Fulham FC                    | Premier League               | 19      | 0     | 1       | 0      | 0                | 0                | 10          | 1           | 29      | 1     |
| 2012–13                      | Fulham FC                    | Premier League               | 24      | 0     | 3       | 1      | 1                | 0                | 0           | 0           | 28      | 1     |
| 2013–14                      | Fulham FC                    | Premier League               | 13      | 0     | 2       | 0      | 2                | 0                | 0           | 0           | 17      | 0     |
| Fulham Total                 | Fulham Total                 | Fulham Total                 | 196     | 1     | 20      | 1      | 7                | 0                | 27          | 1           | 250     | 3     |
| 2013–14                      | Queens Park Rangers FC       | Championship                 | 11      | 0     | 0       | 0      | 0                | 0                | 0           | 0           | 11      | 0     |
| Queens Park Rangers Total    | Queens Park Rangers Total    | Queens Park Rangers Total    | 11      | 0     | 0       | 0      | 0                | 0                | 0           | 0           | 11      | 0     |
| 2014–15                      | Brighton & Hove Albion FC    | Championship                 | 10      | 0     | 0       | 0      | 3                | 0                | 0           | 0           | 13      | 0     |
| Brighton & Hove Albion Total | Brighton & Hove Albion Total | Brighton & Hove Albion Total | 10      | 0     | 0       | 0      | 3                | 0                | 0           | 0           | 13      | 0     |
| 2015–16                      | Melbourne City               | A-League                     | 6       | 1     | 0       | 0      | 0                | 0                | 0           | 0           | 6       | 1     |
| Melbourne City Total         | Melbourne City Total         | Melbourne City Total         | 6       | 1     | 0       | 0      | 0                | 0                | 0           | 0           | 6       | 1     |
| Total carrera                | Total carrera                | Total carrera                | 482     | 6     | 44      | 2      | 25               | 0                | 71          | 3           | 622     | 11    |

A 28 abril 2016

### Internacional
Actualitzat a 25 juny 2016.
| Irlanda del Nord | Irlanda del Nord | Irlanda del Nord |
| Any              | Partits          | Gols             |
| ---------------- | ---------------- | ---------------- |
| 1998             | 5                | 0                |
| 1999             | 5                | 0                |
| 2000             | 6                | 0                |
| 2001             | 6                | 0                |
| 2002             | 4                | 0                |
| 2003             | 8                | 0                |
| 2004             | 6                | 0                |
| 2005             | 6                | 0                |
| 2006             | 5                | 0                |
| 2007             | 6                | 0                |
| 2008             | 6                | 0                |
| 2009             | 8                | 0                |
| 2010             | 4                | 0                |
| 2011             | 4                | 1                |
| 2012             | 5                | 0                |
| 2013             | 4                | 0                |
| 2014             | 6                | 0                |
| 2015             | 2                | 0                |
| 2016             | 7                | 0                |
| Total            | 103              | 1                |